# Joan Comas Pausas
Pour les articles homonymes, voir Comas (homonymie).
Joan Comas Pausas, né le 25 juin 1913 à Vilafranca del Penedès et mort le 3 avril 2009 dans la même ville, fut un peintre, commerçant de vêtements pour hommes et ingénieur du Bâtiment.

## Biographie
Fils d'Antonio Comas Torregrosa et de Josefa Pausas Rovira, Joan Comas Pausas naît à Vilafranca del Penedès. Devenu orphelin à l'âge de 14 ans, il déménage à Barcelone. Il s'intéresse à l'art en général, aux antiquités, à la peinture et au dessin. C’est dans cette ville qu’il se forme aux domaines esthétique et artistique, et il prend des cours de dessin avec le peintre Juan Lahosa à l'Acadèmia Baixas.
Personne d'une volonté exceptionnelle, il surmonte les difficultés dues à son orphelinage prématuré, travaillant d'abord comme vendeur chez un commerçant de vêtements pour hommes jusqu'en 1944, lorsqu’il ouvre son propre commerce à son retour à Vilafranca. Plus tard, en 1961, il commence à exercer en tant qu’ingénieur du Bâtiment, après ses études à Barcelone à l'Escola Tècnica d'Aparelladors i Arquitectes Tècnics de l'Universitat Politècnica de Catalunya.
Pendant ces années il ne peut se consacrer que sporadiquement à la peinture artistique, son loisir préféré, bien qu'il se soit vu décerner un prix de peinture en 1955 (huile sur panneau). Cependant, il poursuit sa formation autodidacte et ses tableaux sont distribués de façon privée. Ce n’est qu’en 1976 qu’il commence périodiquement à faire des expositions publiques de ses œuvres (à l'aquarelle).
Cette année-là, à l'occasion du "Centenaire de l'Excursionnisme Catalan", il présente une exposition de 27 œuvres (des aquarelles) au Musée de Vilafranca. Les échos de la critique décrivent bien la peinture de Comas Pausas. "Hé bien, il faut dire que les paysages de Comas respirent la lumière et que seule une sensibilité de randonneur est capable de combiner avec autant de fidélité les nuances de ce qui fait l'essence de notre paysage; la petite église solitaire, cet élément humain qui, après des années, finit par en faire partie, la solitude des lacs pyrénéens, la nature morte – paradoxalement pleine de vie – des arbres secs, anéantis par la tempête, ou les couleurs éclatantes des plantes et des rochers. Et surtout, ces ciels menaçants ou aux nuages sereins, un kaléidoscope que nous, randonneurs, avons l'habitude de contempler et que Comas sait refléter avec exactitude".

## Techniques
Pour la peinture à l'huile, Comas Pausas privilégie les intérieurs avec figure. Quant à la peinture à l'aquarelle, technique où il finira par se spécialiser, il préférera peindre des paysages, des marines et des motifs urbains.
Son aquarellisme s'inscrit pleinement dans la lignée des écoles traditionnelles du paysagisme catalan. Sa peinture est descriptive et clairement lisible, à la composition attentivement étudiée, à la gamme chromatique harmonieuse et nuancée, résultats d'une sensibilité émue face à la nature. Dans la peinture de Comas Pausas, les changements atmosphériques et de lumière ont une place importante: ils adaptent les gradations chromatiques selon ses besoins.
En Espagne, en France, en Allemagne, en Italie, en Suisse, au Liechtenstein, en Autriche et aux Pays-Bas, Comas Pausas a surtout peint des aquarelles aux motifs urbains et visité des pinacothèques pour en étudier les œuvres.

## Expositions
Il a présenté des expositions personnelles à Vilanova i la Geltrú, Vilafranca del Penedès, Olot, Martorell, Ripoll, Molins de Rei, Igualada, El Vendrell, Begues et Barcelone (à la galerie Mayte Muñoz et au Col•legi d'Aparelladors i Arquitectes Tècnics).
Membre de l'Agrupació d'Aquarel•listes de Catalunya, Comas Pausas a participé à toutes leurs expositions collectives entre 1977 et 1989 à Barcelone (Palau de la Virreina, Palau Reial de Pedralbes, Antic Hospital de la Santa Creu et Banco de Bilbao), Terrassa, Vilafranca (musée) et Lérida (Institut d'Estudis Ilerdencs). Ce groupe le choisira pour le représenter à l'Exposition Nationale d'Aquarelle, qui eut lieu à Bilbao en 1984.
Il a également participé à d'autres expositions collectives à Olot, Ledesma et Vilafranca. Parmi les expositions de Vilafranca, l’on retiendra celle de 1985 au Fòrum Berger Balaguer avec cinq autres artistes, ainsi que « Pintura i escultura a Vilafranca 1900-1999 ».
En 2013, une rétrospective lui est consacrée au Forum Berger Balaguer à Vilafranca del Penedès, pour le centenaire de sa naissance.
Ses œuvres se trouvent dans des collections privées en Espagne, en France, en Allemagne, au Royaume-Uni, et au Musée de Vilafranca. 